# Trematodon brevicalyx
Trematodon brevicalyx är en bladmossart som beskrevs av Hugh Neville Dixon 1925. Trematodon brevicalyx ingår i släktet tranmossor, och familjen Bruchiaceae. Inga underarter finns listade i Catalogue of Life.